# Янгра
Янгра (англ. Yangra; также известна под названиями Ганеш I (Непал) и Янгра-Кангри (Тибет)) — вершина в Гималаях на границе Непала и Китая высотой 7429 метров над уровнем моря. Первое восхождение на вершину Янгра совершили участники франко-швейцарской экспедиции в Гималаи Раймон Ламбер, Клод Коган и Эрик Гоша 24 октября 1955 года.

## Физико-географическая характеристика
Вершина Янгра расположена на границе Непала (провинция Гандаки-Прадеш, район Горкха) и Китая (Тибетский автономный район) в горном массиве Ганеш-Гимал и является его высочайшей точкой. Высота вершины Янгра составляет 7429 метра над уровнем моря.
Родительской вершиной по отношению Янгра является непальский семитысячник Хималчули высотой 7893 метра, расположенный приблизительно в 48 километрах к западу. Нижняя точка между двумя вершинами расположена на высоте 5070 метров, таким образом, относительная высота вершины Янгра составляет 2359 метров.

## История восхождений
Первое восхождение на вершину Янгра совершили участники франко-швейцарской экспедиции в Гималаи под руководством швейцарского альпиниста Раймона Ламбера 24 октября 1955 года со стороны Непала. На вершину поднялось трое альпинистов: сам Раймон Ламбер, Эрик Гоша и французская альпинистка Клод Коган, что само по себе стало выдающимся событием того времени, так как женский альпинизм в Гималаях был слабо развит. Маршрут штурмовой группы экспедиции пролегал по юго-восточному склону с выходом на гребень перед вершиной.